# لئونید پارخامنکو
لئونید ایلیچ پارخامنکو (روسی: Леонид Ильич Пархоменко؛ ‏ ۱۴ ژوئن ۱۹۳۰ - ۱۳ ژانویهٔ ۱۹۷۵) بازیگر اهل اتحاد جماهیر شوروی بود.
وی دانش‌آموختهٔ رشتهٔ بازیگری در مؤسسه سینمایی گراسیموف بود.

## گزیدهٔ نقش‌آفرینی‌ها
- انتقام‌جویان ناپیدا (۱۹۶۷)
- سالی به درازای زندگی (۱۹۶۶)
- بیا اینجا، مختار! (۱۹۶۵)
- داستان دُن (۱۹۶۴)
- رفیق آرسنی (۱۹۶۴)
- دیگر هرگز (۱۹۶۲)
- کازاک (۱۹۶۱)
- وقایع‌نگاری سال‌های پرتب‌وتاب (۱۹۶۱)
- شعر دریا (۱۹۵۸)
- ابله (۱۹۵۸)
- خواهران (۱۹۵۷)[۲][۳]
- بهاری بی‌نظیر (۱۹۵۷)
- دوئل (۱۹۵۷)
- پاول کارچگین (۱۹۵۶)
- مبادا که فراموش کنیم (۱۹۵۴)